# Чері (Местійський муніципалітет)
Чері (груз. ჭერი) — село в Грузії.
За даними перепису населення 2014 року в селі проживає 5 осіб.